# Peter Butterworth
Peter William Shorrocks Butterworth, född 4 februari 1915 i Bramhall, Greater Manchester, död 17 januari 1979 i Coventry, West Midlands var en brittisk komiker och skådespelare.
Butterworth är mest känd för sina roller i Carry On-filmerna.

## Rollista i urval
- 1961 – 4.50 Från Paddington
- 1961 – Jordens sista dag
- 1962 – Mord på rum 7
- 1963 – Doktorn på vift
- 1964 – Ett lättfärdigt stycke
- 1965 – Carry on Cowboy
- 1965–1966 – Doctor Who (TV-serie)
- 1968 – Nu tar vi vicekungen i Khyberdalen
- 1975 – Nu tar vi romarna
- 1975 – Krutgubbar (TV-serie)
- 1976 – Baddare till badare
- 1976 – Robin Hood – äventyrens man
- 1979 – Det stora tågrånet